# Kusturgröpning

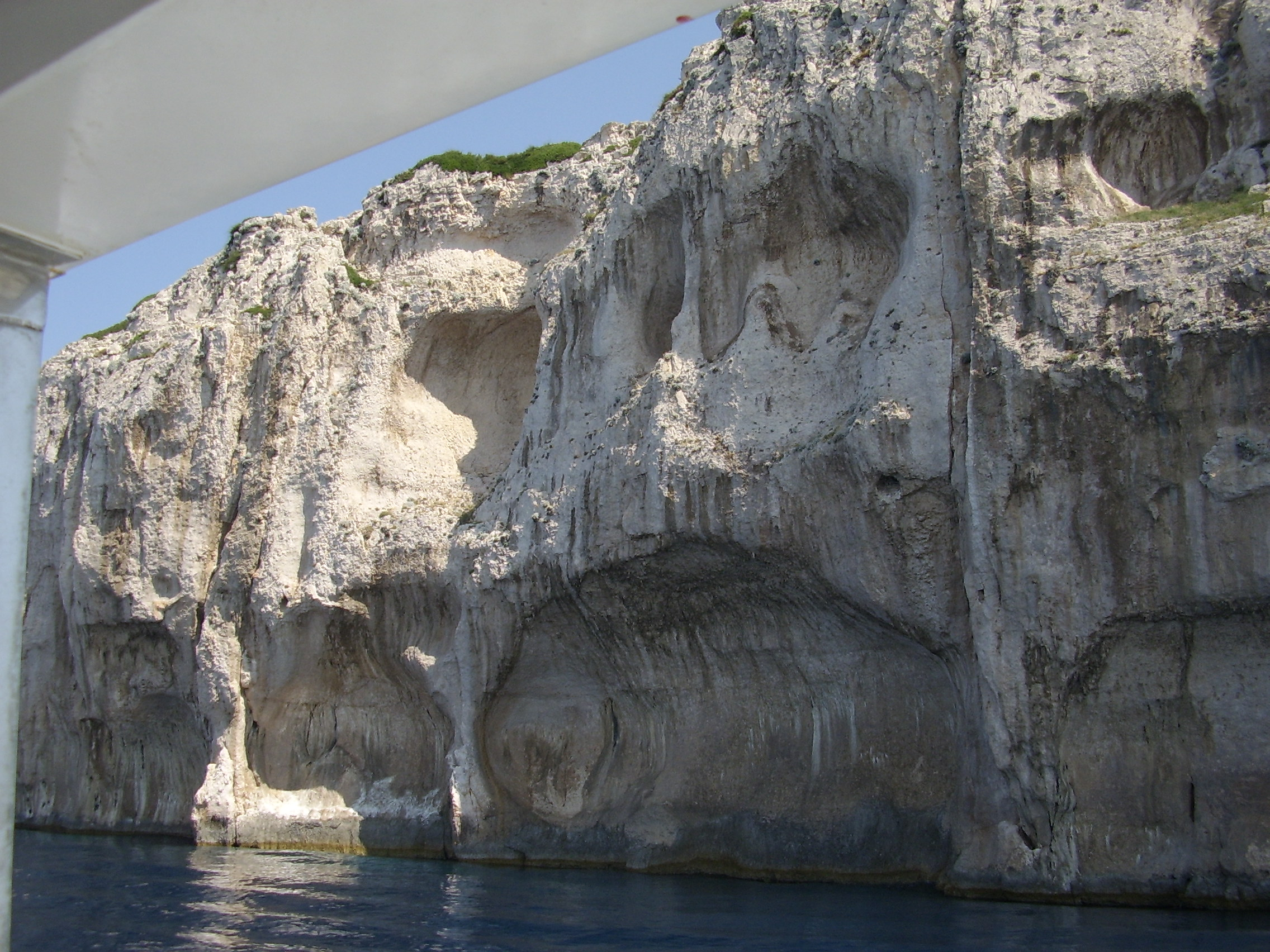
Kursturgröpningar i kalksten i Kroatien.

En kusturgröpning är en landform bestående av en vågrätt indrag längst en bergvägg nära nutida eller en forntida havsnivå. De finns både i tropikerna, temperarade områden och polara trakter. Kusturgröpningar utgör viktiga markörer för lokala havsnivåförändringar i delar av Medelhavet. De flesta kusturgröpningar rapporterade i studier är inskurna i kalksten. Dessa landformer är mindre vanliga i mellanbredgraderna relativt till områden närmare ekvatorn.
I Kroatiens kust så finns det kusturgröpningar strax under nutida havsnivån vilket har tolkats som tecken för en lokal havsnivåhöjning på 30±5 till 37±5 cm sedan c. 1900. Runt Rijeka i Kroatiens nordvästra kust finns det kusturgröpningar bildade ungefär för 2000 år sedan som ligger 0.50 till 1.15 m under nutida havsnivån.